# Forsyth (Missouri)
Pour les articles homonymes, voir Forsyth.
La ville de Forsyth est le siège du comté de Taney, situé dans l'État du Missouri, aux États-Unis.